# Solvita Āboltiņa
Solvita Āboltiņa, née Mellupe le 19 février 1963 à Ogre, est une femme d'État lettonne issu du centre droit libéral-conservateur.

## Biographie

### Jeunesse et formation
Solvita Mellupe naît à Ogre, dans le centre de la Lettonie soviétique, en 1963. Elle obtient un diplôme en droit à l'université de Lettonie en 1986.
À la suite de l'indépendance de la République de Lettonie en 1991, elle intègre le ministère des Affaires étrangères et travaille au sein du département consulaire. Elle en prend la direction en 1995.

### Carrière politique

#### Débuts et ascension
Elle participe en 2002 à la fondation du parti libéral-conservateur Nouvelle Ère (JL) et postule aux élections législatives. Elle est alors députée à la Saeima, où elle prend la présidence de la commission des Affaires juridiques et siège à la commission des Affaires européennes.
Le 2 décembre 2004, elle est nommée à 41 ans ministre de la Justice dans le gouvernement de coalition du conservateur Aigars Kalvītis. Elle remet sa démission le 8 avril 2006, après que JL s'est retiré de la majorité parlementaire. 

#### Au premier plan
Réélue parlementaire en octobre 2006, elle devient le 31 mars 2008 présidente de JL, remplaçant l'ancien ministre des Affaires économiques Arturs Krišjānis Kariņš. Elle participe deux ans plus tard à la mise en place de la coalition de centre droit Unité (V) avec l'Union civique (PS) et la Société pour une autre politique (SCP). À la suite des élections législatives d'octobre 2010, Solvita Āboltiņa est désignée le 2 novembre présidente de la Saeima.
Nommée présidente d'Unité lors de sa transformation en parti politique le 6 août 2011, elle est reconduite à la présidence de l'assemblée législatives après les élections législatives anticipées de septembre 2011. Ināra Mūrniece la remplace le 4 novembre 2014, à l'ouverture de la 12e législature.

### Après la politique
Ayant échoué à se faire désigner Première ministre après la démission de Laimdota Straujuma en décembre 2015, elle renonce à la présidence d'Unité en juin 2016 au profit d'Andris Piebalgs. Elle en est exclue en novembre 2017 pour « violation de la discipline interne » dans le cadre de la formation de l'équipe gouvernementale l'année précédente.
Elle retrouve la fonction publique en 2018 et se retire de la Saeima. Elle est désignée le 5 février directrice du département européen du ministère des Affaires étrangères, puis promue le 31 juillet ambassadrice de Lettonie en République italienne par le président de la République Raimonds Vējonis.

## Vie privée
Elle est mariée à Jānis Āboltiņš et est mère de deux enfants.

## Distinctions
- Ordre de la Croix de Terra Mariana de première classe

## Crédits
- (lv) Cet article est partiellement ou en totalité issu de l’article de Wikipédia en letton intitulé « Solvita Āboltiņa » (voir la liste des auteurs).